# Karren Brady
Pour les articles homonymes, voir Brady.
Karren Rita Brady (née le 4 avril 1969) est une dirigeante d'entreprise et personnalité de la télévision britannique. Elle est surtout connue en tant qu'ancienne directrice générale du Birmingham City FC et actuelle vice-présidente du West Ham United FC, et en tant qu'assistante d'Alan Sugar sur The Apprentice. Elle siège également à la Chambre des lords et est ambassadrice des petites entreprises auprès du Gouvernement britannique.

## Jeunesse
Brady grandit à Edmonton quartier de Londres, et la maison familiale était près du terrain de football de Tottenham Hotspur. Son père irlandais, Terry Brady, a fait fortune dans l'imprimerie et la promotion immobilière et sa mère, Rita est italienne. Elle a un frère aîné, Darren. Elle fréquente l'école préparatoire Salcombe à Southgate jusqu'à l'âge de 11 ans, puis part à Poles Convent, un pensionnat à Ware dans le Hertfordshire  puis Aldenham School, à Elstree, une école de garçons qui acceptait les filles en sixième année où elle obtient quatre A-levels.

## Carrière

### Début de carrière et Birmingham City
Elle débute comme stagiaire à l'agence de publicité Saatchi & Saatchi  après avoir été refusée pour une place dans un cours de journalisme au Harlow College (en). Malgré ce rejet, Brady déclare dans une interview en 2018 qu'elle a pris consciemment  la décision de ne pas aller à l'université, car elle souhaitait se lancer  dans le monde et y faire sa propre marque. Un an plus tard, en rejoignant la London Broadcasting Company  (LBC) en tant que chargée de compte publicitaire, elle cible l'activité publicitaire de l'un des plus gros clients de son père, l'éditeur David Sullivan, propriétaire du Daily Sport et du Sunday Sport . Sullivan dépense plus de 2 000 000 £ en publicité en six mois et est tellement impressionné par Brady qu'il lui propose un emploi au Sport Newspapers et elle en devient l'une des directrices à l'âge de 20 ans. Alors qu'elle est en poste chez Sullivan, elle repère une annonce dans le Financial Times pour la vente du Birmingham City FC, le club étant en redressement judiciaire  et persuade Sullivan de l'acheter et de la laisser le diriger. Lorsque Sullivan lui dit qu'elle devrait être deux fois plus douée qu'un homme pour faire ça, Brady lui répond rapidement : « Eh bien, ce n'est pas difficile. » . Sullivan déclare plus tard qu'il a accepté l'accord parce qu'une directrice aussi jeune et féminine ferait de la publicité pour le club, et aussi parce que Brady est une "sacker" (une vireuse/licencieuse). Brady a 23 ans lorsqu'elle commence à travailler en tant que directrice générale du Birmingham City FC en mars 1993 . Elle fait face au sexisme à ce poste. La première fois qu'elle monta dans le bus de l'équipe, un joueur dit « Je peux voir tes seins d'ici ». Brady répondit « Quand je te vendrai à Crewe, tu ne pourras pas les voir de là-bas, n'est-ce pas ? " Elle vendit le joueur peu de temps après.
Elle quitte Birmingham City deux mois plus tard après que Sullivan et Gold aient vendu le club à l'homme d'affaires hong-kongais Carson Yeung (en) pour 81,5 millions de livres sterling. Le même mois, elle est nommée directrice non exécutive du comité consultatif pour la candidature anglaise pour l'organisation de la Coupe du monde de football 2018.

### West Ham United
En janvier 2010, elle est nommée vice-présidente de West Ham United par les nouveaux coprésidents David Sullivan et David Gold. Brady est chargée de négocier un transfert au nom de West Ham United du Boleyn Ground, où joue le club, au stade olympique de Stratford, dans l'est de Londres. Initialement, l'intention est que West Ham devienne propriétaire du stade mais cette offre s'écroule en octobre 2011 en raison d'un retard juridique causé par une offre rivale de Tottenham Hotspur . Les enquêteurs travaillant pour le compte de Tottenham ont ensuite été accusés de fraude pour avoir obtenu illégalement les relevés téléphoniques privés de Brady. En décembre 2012, West Ham est annoncé comme le soumissionnaire le mieux placé pour devenir le concessionnaire principal et le locataire du stade olympique.
Le club est finalement choisi comme concessionnaire principal du stade olympique le 23 mars 2013 . Brady supervise le transfert du club du Boleyn Ground au stade olympique à l'été 2016, par la suite rebaptisé London Stadium. Cette décision de changement de stade permet à West Ham United d'augmenter sa capacité de 35 000 à 57 000 sièges - qui furent intégralement vendus avant le début de la saison 2016-17, donnant au club la troisième plus grande fréquentation à domicile de la Première League anglaise . Après le déménagement au stade olympique,  Brady et d'autres membres du conseil d'administration sont la cible par certains supporters qui voulaient rester à Upton Park de dérapages verbaux  pendant des troubles lors de la défaite 2 à 4 à domicile de West Ham contre Watford le 10 septembre 2016 .

### Autres postes dans les affaires
Brady est également présidente de Bauer et Kerrang!, et siège au conseil d'administration de Sport England . Elle est directrice non exécutive de la chaine de télévision Channel 4  mais en démissionne pour occuper un poste chez Syco, la société détenue conjointement par Simon Cowell et Sony. En septembre 2010, elle rejoint le conseil d'administration de Taveta Investments Ltd , avec Sir Philip Green, démissionnant d'un poste non exécutif chez Mothercare où elle a été pendant sept ans. Elle est ambassadrice de Barclays Life skills, qui vise à offrir aux jeunes une expérience de travail . Elle est également la marraine des Life After Stroke Awards et une ambassadrice du bien-être des femmes.

### Promotion des femmes dans le monde des affaires
Brady est réputée depuis longtemps pour défendre la cause des femmes dans le monde des affaires . Elle fait appel à plusieurs reprises à ses collègues femmes pour aider celles qui tentent de se frayer un chemin dans ce monde. Elle déclare à l'Independent : « Si vous n'avez pas de femme dans votre conseil d'administration, vous devriez écrire à vos actionnaires et expliquer pourquoi. Dites-nous combien de femmes vous avez interviewées et quelles compétences leur manquaient, car cela nous donnera une base pour enseigner à la nouvelle génération de femmes d'affaires. » .
Brady est nommée Commandeur de l'Ordre de l'Empire britannique (CBE) lors des honneurs du Nouvel An 2014 pour services rendus à l'entrepreneuriat et aux femmes d'affaires.

### L'apprenti
En mars 2007, Brady est apparue en tant que candidate célèbre dans Comic Relief Does The Apprentice (en) et est chef de l'équipe des filles, recueillant plus de 750 000 £ pour Comic Relief. En juin 2008, Brady est intervieweuse invitée dans la quatrième série de The Apprentice. Après l'émission, il est révélé que Brady a tenu une promesse qu'elle a faite à Lord Alan Sugar à l'écran et a offert un emploi à Claire Young, qui a terminé deuxième de la série, après avoir été impressionnée par son interview. En 2009, elle a de nouveau interviewé des candidats dans The Apprentice Season 5, comme on le voit sur BBC 1 . Le 30 août 2009, elle devient la nouvelle assistante de Sugar dans la sixième série de The Apprentice, en remplacement de Margaret Mountford, qui a quitté la série.

## Carrière politique
Brady laisse entendre qu'elle serait intéressée par une carrière en politique lors d'une interview avec The Daily Telegraph en mars 2013 . Le 30 septembre 2013, Brady s'adresse à la conférence du parti conservateur à Manchester au sujet des petites entreprises et du soutien aux politiques de George Osborne le chancelier de l'Échiquier, et elle est également nommée ambassadrice des petites entreprises du gouvernement .
Le 8 août 2014, elle est nommée pair conservateur à vie à la Chambre des lords . Le 22 septembre 2014, elle est créée baronne Brady, de Knightsbridge dans la cité de Westminster .

## Vie privée
En 1995, Brady épouse le footballeur canadien Paul Peschisolido, qui a joué pour Birmingham City pendant deux saisons, 1992-1993 et 1993-94. En 1996, elle a son premier enfant, une fille nommée Sophia. Elle a aussi un garçon nommé Paolo . Brady vit dans le quartier de Knightsbridge , avec son mari. Ils possèdent également une propriété dans le village de Knowle dans les West Midlands et son mari possède une maison au Canada.
En 2006, Brady subit une IRM du corps entier dans le cadre d'un examen médical, qui découvre de manière inattendue un anévrisme cérébral potentiellement mortel. Les médecins disent à Brady à l'époque qu'elle avait 30% de chances de mourir de cette maladie et que c'est un miracle qu'elle ait survécu à la naissance de ses deux enfants. En février 2006, elle subit une neurochirurgie d'urgence pour empêcher la rupture de l'anévrisme. Elle s'est complètement rétablie et a repris le travail environ un mois plus tard .